# İstisu (Lənkəran)
İstisu è un comune dell'Azerbaigian situato nel distretto di Lənkəran. 